# Cheltenham
Cheltenham (pronunciada:ˈtʃɛltnəm) é uma cidade da Inglaterra, distrito de Gloucestershire, com uma população de 110 013 habitantes (2001). Os habitantes usam o gentílico de "Cheltonians".
A cidade de Cheltenham acolhe todos os anos um dos mais importantes encontros hípicos do Reino Unido do ciclo do National Hunt Racing, conhecido como o Festival de Cheltenham.

## Paróquias e localidades
Cheltenham é constituída pelas paróquias de Charlton Kings, Prestbury, Swindon e Up Hatherley.